# Jan Godsell
Janet Godsell (nascida em março de 1971) é professora de estratégia de cadeia de suprimentos e operações na Universidade de Warwick. Anteriormente, ela foi professora sénior da Cranfield University School of Management. Antes disso, ela trabalhou na ICI, Astra Zeneca e Dyson. Ela é formada pela Cranfield University, é engenheira credenciada e membro do Institution of Mechanical Engineers. Ela é membro do Painel de Especialistas Made Smarter e defensora da integração da cadeia de suprimentos nas escolas.